# Laurent Biondi
Laurent Biondi (Grenoble, Roine-Alps, 19 de juliol de 1959) va ser un ciclista francès professional des del 1983 al 1992. També combinà amb el ciclisme en pista on va aconseguir una medalla d'or al Campionat del món de Puntuació.
Un cop retirat, s'ha dedicat a la direcció esportiva, concretament a l'actual equip AG2R La Mondiale.

## Palmarès en pista
- 1982
  -  Campió de França en Puntuació amateur
- 1988
  -  Campió de França en Puntuació amateur
- 1989
  - 1r als Sis dies de Bordeus (amb Pierangelo Bincoletto)
- 1990
  -  Campió del món de puntuació
  - 1r als Sis dies de Grenoble (amb Laurent Fignon)
- 1991
  - 1r als Sis dies de Bordeus (amb Gilbert Duclos-Lassalle)

## Palmarès en ruta
- 1984
  - Vencedor d'una etapa del Critèrium del Dauphiné Libéré

### Resultats al Tour de França
- 1983. 79è de la classificació general
- 1985. 53è de la classificació general
- 1986. Abandona (16a etapa)
- 1989. 31è de la classificació general
- 1990. 82è de la classificació general
- 1993. 103è de la classificació general

### Resultats a la Volta a Espanya
- 1987. 32è de la classificació general

### Resultats al Giro d'Itàlia
- 1989. 31è de la classificació general